# Дейвис (окръг, Мисури)
Вижте пояснителната страница за други населени места с името Дейвис.
Окръг Дейвис (на английски: Daviess County) е окръг в щата Мисури, Съединени американски щати. Площта му е 1474 km², а населението - 8016 души (2000). Административен център е град Галатин.